# Modran (gmina Derventa)
Modran (cyr. Модран) – wieś w Bośni i Hercegowinie, w Republice Serbskiej, w gminie Derventa. W 2013 roku liczyła 143 mieszkańców.